# Koš
Koš (in tedesco Andreasdorf, in ungherese Kós) è un comune della Slovacchia facente parte del distretto di Prievidza, nella regione di Trenčín.
Fu menzionato per la prima volta in un documento storico nel 1358 quando venne fondato da coloni tedeschi qui condotti dal cavaliere Nikl, a cui Ladislao di Opole aveva concesso di stabilirsi nella zona. All'epoca, la giustizia veniva amministrata secondo il diritto germanico. Successivamente passò alla Signoria di Bojnice e poi ai conti Thököly. Nel XVII secolo subì le terribili devastazioni dei Turchi.